# São José de Areal
São José de Areal è una suddivisione dell'India, classificata come census town, di 8.352 abitanti, situata nel distretto di Goa Sud, nello territorio federato di Goa. In base al numero di abitanti la città rientra nella classe V (da 5.000 a 9.999 persone).

## Geografia fisica
La città è situata a 15° 15' 13 N e 74° 00' 49 E.

## Società

### Evoluzione demografica
Al censimento del 2001 la popolazione di São José de Areal assommava a 8.352 persone, delle quali 4.282 maschi e 4.070 femmine. I bambini di età inferiore o uguale ai sei anni assommavano a 1.086, dei quali 587 maschi e 499 femmine. Infine, coloro che erano in grado di saper almeno leggere e scrivere erano 5.254, dei quali 2.909 maschi e 2.345 femmine.